# Charles Kassell Harris
Charles Kassell Harris (Poughkeepsie (Nova York), 1 de maig de 1865 - 22 de març de 1931) fou un compositor estatunidenc.
Fill d'un sastre, es dedicà a la música sense quasi posseir coneixements tècnics, fet que no fou obstacle perquè les seves obres, especialment algunes cançons, es fessin molt populars arreu d'Amèrica.
A part de les mencionades cançons, també ca compondre algunes operetes, com les titulades:
- A Limb of the Tree;
- The Luckiest Man in the World;
- The Barker;
- The Heart of a Man, etc.